# Історія Гайсина

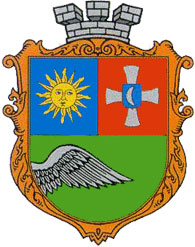
Герб Гайсина

## Виникнення міста. Під владою Речі Посполитої
Наприкінці XVI ст. відбувся черговий напад татар на Поділля, територія, де в майбутньому виникне наше містечко, була спустошена. У 1569 році Східне Поділля (Брацлавське воєводство з 1566 р.) після Люблінської унії відійшло до Речі Посполитої.
5 вересня 1577 року король Польщі Стефан Баторій видав шляхтичу-вояку Яну Оришевському привілей на розлогу пустку Гайсин над річкою Соб, який пізніше заснував тут місто, отримав для нього торгові привілеї. За добру господарську діяльність в Гайсині король Сигізмунд ІІІ Ваза надав йому та його дружині Ядвізі з Рогозинських право «доживоття» на маєток в Гайсині.
Через 11 років після утворення Брацлавського воєводства (1580 р.) землі, розташовані в середній течії річки Соб, були даровані польським королем шляхтичу Тромчинському. Територію цю назвали Гальщиною — з цього часу починається історія міста Гайсина, який ще називали Гальшин або Айсин. (Проте не будемо забувати, що ідентичну назву носить також один з мікрорайонів м. Липовець, яке згадується у джерелах під назвою Айсин).
Є кілька версій походження назви міста.
1. Легенда. Гайсин був маєтком багато пана і знаходився серед густих лісів і боліт. Його син, який дуже любив полювати, потрапив в непрохідне болото і зник там безслідно. Це так вплинуло на вбитого горем батька, що він збожеволів і став ходити лісами й болотами, гукати: «Гей, син!» Звідти назва «Гейсин», пізніше «Гайсин».
2. Назва походить ще від тюркських кочових племен Чорних клобуків, які проживали у цих краях в ХІ — ХІІ століттях. Гайсин з тюркської мови означає «стан на горбі».[2]
3. Слово Гальшин походить від польсько-литовської назви «лісництво». Наш край в ті часи був вкритий густими лісами.
4. Краєзнавець П.Мельник з Козятинського району вважає, що Гайсин як місто відродився на місці знищеного поселення з назвою, що походила від імені праслов'янського бога вирію і потойбічного світу Гайтосира. Символом цього бога був птах в небі. Серед багатьох назв лелек є і «гайтошир». Доказом цієї версії може бути і давній герб Гайсина — крило на фоні блакитного неба-вирію.
5. Назва Гайсин походить від слів гайшин, гейшин — «лісова сторожка», «житло лісника» (лісника раніше називали гайовим, гаївником).

Фортецю Гайсин збудували, мабуть, для захисту шляху Брацлав — Умань на переправі через р. Соб, яку, видно, використовували й татари. Тромчинські почали споруджувати невеликий замок. Місце було вибрано на високому березі річки Соб. Замок з трьох сторін був обнесений земляним валом і дубовим частоколом, мав двоповерхову залізну браму. Потрапити до нього можна було лише через міст, закріплений на ланцюгах. Місце було вибрано вдало, протягом 20 років (1580—1600 р.) навколо укріплення виникло ціле поселення.
В 1600 році Гальшин став центром місцевого староства (до цього був Кисляк) і включається в перепис населених пунктів Брацлавського воєводства. Тому 1600 рік можна вважати датою офіційного заснування міста.
На початку XVII ст. в Україну прибув француз Гійом Левассер де Боплан, який склав детальний опис і мапу. На останню Гальшин занесений вже як містечко (мапа середнього Побожжя XIV—XVII вв.). В 1600 році замок з навколишніми землями за королівським привілеєм придбав шляхтич Свєрський (один з актів 1615 року вказує на нього як засновника міста).
З 1615 року місто переходить до Ядвіги Рожинської. 16 листопада 1621 року польський король Сигізмунд III Ваза дарує Гальшин з землею шляхтичу Яну Дзержку за хоробрість у війні з турками. Власники міста щоразу мінялись. Останніми з них були відомі польські магнати Потоцькі. За переписом 1629 року в нашому місті мешкало 822 жителі. Зростало поселення навколо Гайсинського замку, в місті відбувались торги і ярмарки. Мешканці міста виконували панщину на користь замку. Поневолення селян призводило до повстань.
Сотні жителів Гайсинщини взяли участь у повстаннях Кшиштофа Косинського (1591−1593), Северина Наливайка (1534−1596). Місцеве населення вело мужню боротьбу проти феодальної залежності, що гальмувала розвиток міста. Особливо широкого розмаху боротьба проти польсько-шляхетського гніту набула під час народно-визвольної війни українського народу, яку очолив Богдан Хмельницький (1648 — 1654 роки). У Гайсині формувалися повстанські козацько-селянські загони. Недалеко від міста, біля села Карбівки, козацький полк Івана Богуна в грудні 1648 року завдав відчутної поразки шляхетським військам.
В жовтні 1655 року польська шляхта відновила своє панування в нашому краю. Цьому сприяло і поділ козаків на групи різного політичного спрямування. Польський уряд для того, щоб залучити на свій бік козацьку старшину, почав дарувати їй землі і населені пункти. За привілеєм польського короля Яна II Казимира, Гайсин в 1659 році переходить у власність зятківецького полковника Максима Булиги, якого король пізніше перевів у шляхетський стан. Пропольська позиція частини старшини, намагання шляхти відновити розмір повинностей викликало незадоволення селян і міщан. Брацлавський воєвода був змушений направити спеціальні сили для того, щоб придушити рух населення приватних міст, до числа яких належав і Гайсин.
Зростало незадоволення і козаків. Позбувся своєї булави Іван Виговський. Новий гетьман Юрій Хмельницький не поліпшив ситуації. Підняли повстання козаки зятківецького полку. Внаслідок цього Гайсин переходить з власності Максима Булиги до королівських володінь. Втративши довіру козаків, Ю.Хмельницький скликає в 1661 році в Гайсині козаків (так вважав краєзнавець В.Барський) і складає перед ними гетьманські клейноди. Наступають часи Руїни. Згідно з Андрусівською угодою 1667 р., наші землі закріплюються за Польщею. В 1671 році на територію нашого краю вдерлось військо Яна Собєського. Практично, всі поселення на берегах Пд. Бугу були знищені. Фрізький шляхтич У. фон Вердум прибув в наш край після походу Собєського. Ось що він зазначає в своєму подорожньому щоденнику: «Місто те (або село) нині дощенту спустошено (або спалене)». Така доля, мабуть, спіткала і наше місто.
1672 року Гайсин в числі інших подільських міст зазнав навали військ турецького султана Магомета IV. В 1699 році, згідно з Карловицьким мирним договором, Туреччина залишила наші землі Польщі. На вільні землі прийшли нові пани. Між магнатами почались міжусобні війни. За територію Гайсинщини сперечалися між собою Огінські і Сапіги. В результаті цієї боротьби Гайсин в 1701 році був повністю пограбований. Польська шляхта відновлювала на подільських землях старі порядки.

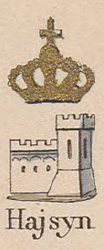
Гайсин на мапі Зигмунда Герстмана

Населення міста, навколишніх сіл зазнавали жорстокої експлуатації. Панщина збільшилась до п'яти днів в тиждень, а в жнива до шести днів. Як писав француз де Боплан, становище селян було гіршим, ніж становище галерних невільників. Міська шляхта теж грабувала майно жителів. Внаслідок цього мешканці Гайсина втратили майже всі власні землі. Міщани Гайсина відбували панщину, сплачували старості чинш, осен, коляди, повинні були збирати сіно і ходити на толоку. До кінця XVIII ст. міщани відробляли панщину на користь замку. У відповідь на утиски з боку шляхти, на Брацлавщині на початку XVIII ст. виникає гайдамацький рух. В 30-х роках навколо Гайсина починає діяти загін запорізького козака Гриви. З середини 40-х років XVIII ст. король Август III відновлює надання магдебурзького права і гербів подільським містам, 22 листопада 1744 року за королівським привілеєм Гайсин отримує магдебурзьке право і герб.
Жорстоке гноблення не зламало народного духу, не згасило полум'я визвольної боротьби. В 1730—1750 роках населення Гайсина і навколишніх сіл брало активну участь у гайдамацьких повстаннях. У Гайсинському повіті діяли селянські загони Гриви, Жили, Іваниці, Рудя. А в 1768 році тут вирувала Коліївщина, яка охопила всю Правобережну Україну. Чимало жителів міста вступило до військ Івана Ґонти та Максима Залізняка. Коліївщина була придушена царськими та польсько-шляхетськими військами, учасники її жорстоко покарані. Про активну участь гайсинчан у народному повстанні нагадує меморіальна дошка, встановлена на честь 200-річчя Коліївщини на районному Будинку культури.
Після придушення Коліївщини польська влада робила все можливе, щоб закріпити своє становище в Україні. Панщина збільшилась до 300 днів в рік. Землі Гайсинщини були поділені між магнатами Потоцькими, Ярошинськими, Собанськими, Холоневськими та ін.
1774 року Гайсин отримує Францішек Ледуховський. Гайсин був дарований в 1775 р. Антонію Ледуховському. В 1783 р. він отримав королівський привілей на право володіти містом і навколишніми селами на 50 років. Але в 1789 р. Гайсин передається в руки графу Феліксу (Щесному) Потоцькому, який в нашому повіті мав 10 тис. десятин землі і 1200 десятин лісу. Для зміцнення свого становища магнати переводили православне населення в католицизм або греко-католицизм. З цією метою до Гайсина прибув особливий представник єпископа Володкевича — греко-католицький священик Марцилевський, якому було наказано використовувати всі можливі засоби.
Наприкінці XVIII ст. в Речі Посполитій наступає економічне зростання. Це сприяло розвитку міст. Тодішній Гайсин набуває рис торговельного містечка. Швидко зростає кількість ремісничого населення, починається впорядковуватись забудова міста. Але послаблена повстаннями Польща була поділена між Росією, Прусією і Австрією. Для Гайсина відкривається нова сторінка історії в складі Російської імперії.

## Під владою Російської імперії
1793 році, після другого поділу Польщі, наш край увійшов до складу Російської імперії. Польські землевласники були позбавлені частини своїх земель. Замість воєводств були утворені намісництва. 22 травня 1795 року затверджений штат Брацлавського намісництва (з лютого 1796 року його центром стала Вінниця), в його склад входило із округів. Гайсин став центром Гайсинської округи.
Згідно з указом царя Павла І від 12 грудня 1796 року намісництва ліквідували, ново-приєднану Правобережну Україну було поділено на три губернії: Київську, Волинську, Подільську, центром Подільської Губернії став Кам'янець-Подільський. У 1804 році до складу подільської Губернії входило 12 повітів. Такий адміністративно-територіальний поділ залишався в імперії до першої світової війни. Гайсин став центром Гайсинського повіту. Перші міські Губернії під владою Росії було затверджено 22 січня 1796 року указом Катерини II «Про герби міст Мінської, Волинської, Брацлавської 1 Подільської губернії», в указі було перелічено 13 міст Брацлавського намісництва, які мали право на власний герб. Герольдія, готуючи указ, залишила містам згаданих намісництв давні герби, а тим, що таких не мали, склала нові.
Згідно зі штатом подільської губернії, який було затверджено 19 грудня 1809 року, гайсинський повіт поділявся на три округи, 12 волостей, в повіті починаються закриватись греко-католицькі церкви, а замість них відкривались православні, в 1796 році в Гайсині була побудована кам'яна Свято-Миколаївська церква.
На початку XIX століття головна галузь господарства в повіті було аграрне виробництво. Але гайсинський повіт став значним центром мануфактурного виробництва, в 1845 році в місті гайсині починає працювати шовковий завод, всього в повіті до 1860 року нараховувалось 65 підприємств і майстерень: винокурних — 31, пивоварних — 7, цегельних — 16, шкіряних — 2, черепичний — 1, цукроварних — 2, каретна фабрика — 1, суконні — 4. У самому Гайсині було 95 дрібних ремісничих майстерень.
На початку XIX ст. Росія брала участь у військових діях в Європі, в 1806 році в нашому місті був розташований Сіверський драгунський полк, в якому служив великий український письменник Г. П. Котляревський, відомий автор «Енеіди». Є також припущення, що через Гайсин проїжджав на заслання в 1822 році О. С. Пушкін.
В 1840 році був проведений статистичним відділом Ради міністерством внутрішніх справ перший загальноросійський перепис міст. Перепис встановив, що більшість міст — торговельні центри. Населення Гайсина становило 4,9 тис. чоловік (у Вінниці — 9,2 тис.). За кількістю населення Гайсин можна віднести до середніх міст того часу. За другим переписом в місті в 1851 році мешкало 4855 чол. в 1857 році герб Гайсина знову змінюється. Збірник «Живописная россия» так характеризує Гайсин середини XIX ст.: «Почти на одной линии с Брацловом, по направленню к востоку, лежит уездный город Гайсин на р. Соб, не представляющий ничего замечательного.» Багато матеріалу про наше місто можна знайти в словнику російської імперії, який вийшов з друку в 1863 році.
В Гайсині в 1860 році проживало 10106 громадян, в місті знаходились: 1 православна церква, 1 синагога і 4 єврейських молитовних доми. Будинків було 690 (з них 9 кам'яних), крамниць 87 (2 кам'яні), міська лікарня. Площа міста займала 2400 десятин (з них під забудовою — 530 десятин). Прибуток склав в 1860 році — 6946 крб. промислових підприємств не було. Зайняття жителів — сільське господарство 1 дрібні промисли. Ремісників 339 (95 майстерень), торгівля в місті незначна: в 1861 році видано 76 торгових посвідчень (71 купець). кожного другого тижня в Гайсині відбувались торги.
Проголошена 1861 року селянська реформа не здійснила народних сподівань про землю. Значна частина земель відійшла від селян. важким було становище 1 міщан Гайсина. Друга половина XIX ст. стала для Гайсина періодом швидкого зростання, змін в розвитку промисловості, структурі населення.
В 1861 році був проведений остаточний адміністративний поділ (до 1917 року). Гайсинський повіт займав площу 61,42 кв. миль, 2972,7 кв. Верст, 338,1 км². Число станов або дільниць — 3, волостей — 12, міст — 1. Загальна кількість — населених пунктів — 574. Густота населення — 96,1 чоловіка на і кв. версту, за територією Гайсин займав невелику площу. Ліс в 1875 році підступав до місця, де в наш час розташований універмаг. Лише деякі вулиці мали назву: Поштова (Першого травня), Дворянська (Б.Хмельницького), Монопольна (І.Франка), Подільська (Плєханова), Петра Великого (К.Маркса). Інші вулиці не мали назв і позначались в залежності від того, хто з заможних людей на них проживав. Вулиці не мали твердого покриття. Свідчення сучасників повідомляють, що в 1898 році на Поштовій вулиці, коні стрягли в багнюці. В 1899 році міську управу очолив генерал-майор у відставці Микола Іванович Попов.
В 1899 році в Гайсині налічувалось 1210 будинків, серед яких 15 кам'яних і 1195 дерев'яних, місту належало 2500 дес. Голова Подільського єпархіального історико-статистичного комітету Є.Сіцінський відмічав, що умови в місті в цілому незадовільні, місто перенаселене, двори не утримуються в чистоті, а це сприяє різним інфекційним захворюванням, в 1865 році, в Гайсині вибухнула епідемія холери — від неї померло 150 чоловік. Хвороба знову повернулась в 1893 році. Цьому сприяв недостатній розвиток медицини в першій, половині XIX ст. В місті була повітова лікарня на 10 ліжок, на 10.529 жителів — один лікар, в гайсинській лікарні було два лікаря.
Реформи 60-80 років XIX ст. докорінно змінили економіку краю. як уже зазначалось, до 1860 року з Гайсині не було заводів і фабрик, жителі міста займались землеробством 1 дрібним ремеслом. нараховувалось 95 майстерень, де працювали 339 робітників, через кожних два тижні, щочетверга відбувались ярмарки, на яких ремісники збували свої вироби — чоботи, колеса, глиняний посуд тощо. крім Гайсинського ярмарку, вироби вивозили у сусідні містечка: Гранів, Китайгород, Кіблич. Соболівку. Єврейський письменник шолом Алейхем, який відвідав наш Гайсин, так описав місцевий ярмарок: «… Сьогодні в містечку базарний день… Євреї бігають туди-сюди, як отруєні пацюки, галасують, губляться, смикають селян за поли, умлівають, так Іони хочуть щось вторгувати — просто театр з ними. А селяни мають час; вони посуваються спроквола, шапки насунувши на лоба, розглядають, мацають, чухаються, торгуються, хочуть купити дешевше…».
З 1865 року в Гайсині починає розвиватись промисловість. Значною подією для нашого краю стало будівництво залізниці Гайворон-Вінниця. Разом в Гайсині напередодні I-ї світової війни працювало 36 підприємств, які виробляли продукції на суму 2 млн. 526 тис. крб. в рік. Працювало на них 970 робітників, в 1914 році в місті відкривається метеорологічна станція. Змінюється вигляд нашого міста. Будуються кам'яні споруди: міська лікарня (згодом земська), банку і «гранд-отелю», будинки в стилі «модерн» Шпільберга (тепер відділ статистики), адвоката Літваковського (будинок школяра). В 1912 році в Гайсині починає діяти земство. Значну увагу повітова земська управа приділяла розвитку охорони здоров'я. На її кошти збудована аптека, утримувався один вільно практикуючий лікар і п'ять фельдшерів. Піклувалось земство і про розвиток освіти, крім фінансування навчальних закладів, учительської семінарії, управа призначала стипендії гайсинчанам, які навчались в різних навчальних закладах. З початком і світової війни (1914—1918 рр.) в Гайсинщині починається економічний спад. Більшість чоловіків забрали в діючу армію, близько половини коней та значну кількість худоби у селян реквізували, через нестачу сировини 1 робочих рук багато підприємств закривалися, наступає 1917 рік.

## Період визвольних змагань 1917—1921 років
1 листопада 1919 року в штабному вагоні генерала Добровольчєскої армії Я. Слащьова на залізничній станції Гайсина відбулись переговори з представниками УГА на чолі з отаманом Омеляном Лисняком (за наказом командувача генерала Мирона Тарнавського) стосовно можливості підписання перемир'я між УГА та Добрармією.

## Перший радянський період, початки відбудови
Після революції та Російсько — Української війни розпочалась відбудова народного господарства міста, переборюючи великі труднощі, у травні 1921 року розпочали роботу маслобійний та шкіряний заводи, тютюнова фабрика, пивоварний та миловарний заводи, а також ряд артілей. Було збудовано електростанцію, велика робота велась в галузі культурного будівництва.
Були зроблені перші кроки в галузі налагодження медичного обслуговування населення: розширено стару лікарню, створено жіночу консультацію, 1923 року почала працювати дитяча лікарня, відкрито дитячу консультацію, всі ці перетворення здійснювались у надзвичайно тяжких умовах розрухи, нестатків.
Рішенням Президії ВУЦВК від 3 червня 1925 року Гайсинський округ було ліквідовано. Гайсин став районним центром Тульчинського округу, місто продовжувало розвиватись. Тут жило 18200 чоловік, діяло більше десятка промислових підприємств. 1937 року споруджено новий пологовий будинок та дитячі ясла. Бюджет міста в 1940 році у порівнянні з 1937 роком зріс у два з лишнім рази.
Маленьке повітове містечко, яким був Гайсин за часів царату, стало одним із значних економічних і культурних центрів Вінниччини, дальшому його розквіту стала на перешкоді війна.

## В роки нацистської навали
17-та нацистська армія, яка наступала на вінницькому напрямку і далі на Гайсин, майже вдвічі переважала наші частини у живій силі та техніці. Радянські воїни змушені були з боями відступати. 23 — 24 липня 1941 року розгорнулись запеклі бої за Гайсин. Останніми захисниками Гайсина були 12 червоноармійців, які окопались на території середньої школи № 1. Всі вони загинули смертю хоробрих у нерівному бою з гітлерівцями. 25 липня 1941 року гітлерівські розбійники вдерлися до Гайсина і спустошили його.
Окупанти впровадили у місті «новий порядок». На стінах будинків з'явились накази, кожне речення яких закінчувалось одним словом — розстріл. Щоб залякати населення, гітлерівці розстрілювали, вішали, закопували живцем, кидали в криниці багато беззахисних людей. 16 вересня 1941 року нацистські кати розстріляли у Гайсині понад 3 000 мирних жителів. 20 жовтня 1941 року було утворено Гайсинську округу. За період окупації населення міста зменшилось на 9,4 тисячі осіб. Загарбники створили у Гайсині табір для військовополонених. Не можна без гніву читати акт про звірства нацистів, складений мешканцями Гайсина: «За час окупації німецькі недолюдки розстріляли і замучили понад 10 тисяч мирних жителів міста Гайсина і Гайсинського району. Катування відбувалися в урочищі Белендійка, на Гайсинських хуторах і в лісі. Масові вбивства мирних жителів тривали до останнього дня хазяйнування німецько-гітлерівських окупантів. Гітлерівці піддавали свої жертви найжорстокішим тортурам. Тимофія Панчука і Петра Бабура німці спалили живцем. Інженера Фадея Щербу гітлерівці так знівечили, що сім'я впізнала його лише за клаптями натільної білизни. На Гайсинських хуторах німецько-нацистські розбійники 14 лютого 1944 року кидали дітей в колодязі — загинули в колодязях Степан Терлецький, Ольга Лиханова та її троє дітей, колгоспник Яків Юркевич, його дружина, тримісячна дочка Галя, п'ятирічний син Жорж та інші. За неповними даними, німці вивезли на каторгу до Німеччини 3200 жителів Гайсинського району».
Трудящі Гайсина не скорилися ворогові, не втратили віри в перемогу. Наприкінці 1941 — в першій половині 1942 року в місті почали діяти підпільні організації на цукровому заводі та підпільні групи на спиртовому і консервному заводах, на залізничній станції. Патріоти користувались найменшою нагодою, щоб завдати шкоди ворогові. Найактивнішою в місті була організація на цукровому заводі, яку очолив Антон Зінов'євич Кропив'янський.
Восени 1943 року гестапівцям вдалося натрапити на слід партійного підпілля. Більшість членів Гайсинського підпільного райкому на чолі з В. А. Федиком, 11 учасників міської підпільної організації та її керівника Ф. Т. Щербу після жорстоких катувань нацисти розстріляли Ф. Б. Скакодуб, на квартирі якої збиралися підпільники, повісили на центральній площі міста. Були закатовані мужні патріоти — фельдшер П. Н. Розуменко, лікар А. О. Забіяка та багато інших.
Гітлерівці спустошили місто, спалили цілі квартали, знищили 286 житлових будинків, педагогічний технікум, Будинок культури, клуби. Лише стіни залишились від промислових підприємств.
14 березня 1944 року Радянська Армія принесла визволення місту. Визволяли Гайсин підрозділи 232-і стрілецької дивізії Другого Українського фронту.
Свято шанують Гайсинчани пам'ять своїх мужніх синів і дочок, що віддали життя за свободу і незалежність Батьківщини. В міському парку імені Богдана Хмельницького і на Белендійці, де в братських могилах поховано воїнів, партизанів та підпільників, височать величні пам'ятники.